# Doji
Doji é um padrão de análise gráfica de Candlestick, uma técnica usada para análise de mercado (ações, mercadorias, futuros, etc.). É caracterizado pela existência de preços iguais para abertura e encerramento do pregão, indicando que houve indecisão dos negociadores em relação ao rumo que o mercado deveria tomar.
Um Doji não é relevante se o mercado não apresentar uma tendência claramente estabelecida. Quando ocorre durante uma tendência, indica que a convicção dos negociadores a respeito da continuidade desse movimento já não é tão forte, especialmente se surgir em momentos em que o mercado estiver sobrecomprado ou sobrevendido.
O Doji não existe apenas como uma figura isolada, ele pode compor outras figuras mais complexas como: os Haramis de topo e de fundo e as estrelas da tarde e da manhã.
O Doji pode possuir diversas configurações: Dragonfly Doji, Gravestone Doji e Long Legged Doji.